# Államegyház
Az államegyház vagy államegyházi rendszer az egyház és állam olyan szoros kapcsolatát jelenti, amelyben állam és egyház az állam felsőbbsége alapján egyetlen közös testületet képzett. Az államegyházban egyetlen egyházat engedélyeztek, vagy egyetlen egyház volt privilegizált helyzetben, amely állami intézményként működött. Ennek megfelelően az állam hatáskörébe tartoztak a következők:
- a törvényalkotás az államegyház számára,
- a magasabb egyházi hivatalok betöltése,
- a nyilvános intézmények felekezeti hovatartozásának megszabása (különösen a közoktatás terén),
- sokszor az állam minden lakójának megadóztatása az államegyház javára.

Az államegyháztól meg kell különböztetni a "népegyház" fogalmát, amely 1918 után főleg a német protestantizmusban jelent meg, és arra utalt, hogy a gyermekek megkeresztelése révén az állam népét messzemenően azonosnak tekintették az egyház népével, valamint arra a felelősségre, amelyet az egyház közéleti tényezőként a nép, a társadalom és az állam, mint egész sorsának alakulásáért viselt.

## Története

### Kereszténység
Az államegyház előzetes formái kimutathatók az ókor késői szakaszában Konstantin, Theodosius) és a középkorban (különösen a Frank Birodalomban), de mint az állam és egyház viszonyának sajátos alapmodellje, az erősödő fejedelmi hatalom és a nemzetállamok szuverén hatalmi igénye következtében bontakozott ki a maga teljességében a 16-18. századi Európában, Németország katolikus tartományaiban (→ jozefinizmus) éppúgy, mint a protestáns államokban. Utóbbiakban a tartományi egyház és a fejedelem legfőbb püspöki hatalmának ideológiájaként (→ egyházi alkotmányok), e modell alapján az egyház "pars rei publicae" volt.

## Megjelenési formája

### Kereszténység
A római katolikus egyház az államegyházat, mint rendszert elvben mindig elvetette, de hosszú időn át fellépett a katolikus vallás államvallásként való elismerése érdekében. Ezért az ún. katolikus államegyházi országok (Olaszország, Spanyolország, a latin-amerikai államok) tulajdonképpen "államvallással bíró" országok voltak, ahol azonban a II. vatikáni zsinat hatására alapvető változás ment végbe.
A klasszikus államegyháziság protestáns változatának vonásai máig világosan felismerhetőek Angliában, Skóciában és a skandináv államokban. De ezekben az országokban is látszanak az államegyházi rendszer eróziójának, illetve tudatos átalakításának jelei.
Az államegyháziság további típusát képviseli az ortodox Görögország és Ciprus, ahol ennek egészen régi, ti. bizánci jellege maradt fenn a jelenkorig. A görög ortodox egyház autokefál nemzeti egyház, amely az alkotmány szerint "Görögország uralkodó vallása". Vannak azonban jelei annak, hogy az államegyház és a nemzeti egyház szoros kapcsolatának ortodox rendszere is ingadozni kezdett.